# Salámová metoda

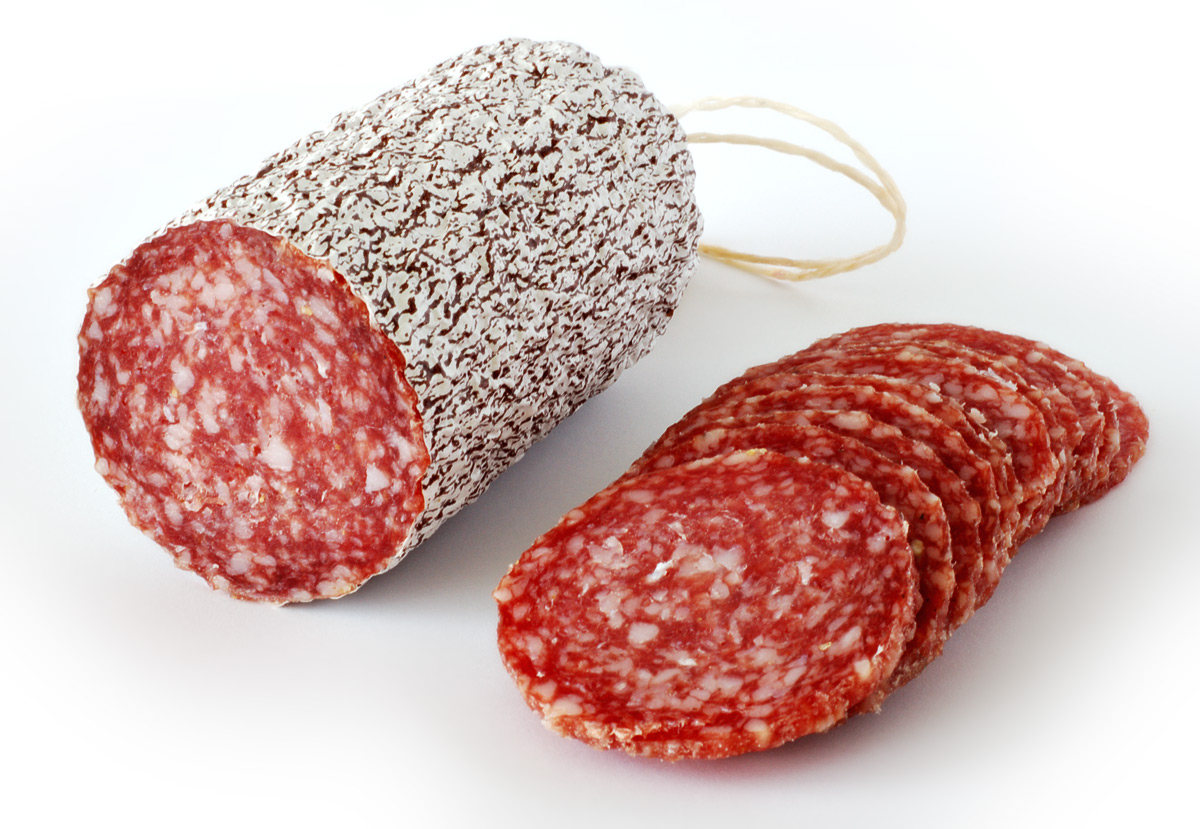
Salám pokrájený na plátky

Salámová metoda je označení pro praxi či taktiku, kdy se kontroverzní či obtížné cíle, řešení a požadavky, které by se celkově prosazovaly jen těžko, nebo by byly zcela neprůchodné, rozdělí na malé dílčí krůčky a prosazují se postupně. Pojem se používá pro popis postupů v širokém spektru oblastí počínaje vojenstvím a pokračuje přes zákonodárné snahy až po prosazování tras dálnic.

## Ochrana přírody
V České republice je toto pojmenování běžně používáno zejména environmentalisty pro označení metody, kterou podle nich zadavatelé, investoři a stavitelé dálnic používají k prosazení dálnic vedoucích po trasách naprosto nepřijatelných z hlediska ochránců přírody.
Metoda je praktikována tak, že dálnice není předložena ke schválení jako jedna stavba, ale jako několik staveb, přičemž nejdříve jsou dány ke schválení neproblematické trasy.[zdroj⁠?!] Poté, co jsou schváleny (a často i postaveny), je vznesen požadavek na postavení posledních úseků – za situace, kdy už nezbývá prakticky žádná volba alternativ. Metoda byla použita například u dálnice D8, u níž se tak prosadila trasa vedoucí přes CHKO České středohoří.
Známým příkladem[zdroj⁠?!] je také výstavba kanálu Dunaj-Odra-Labe. Podle odpůrců kanálu se jeho stoupenci snaží prosadit jeho dílčí části, např. úsek Dunaj-Břeclav, jezy u Děčína nebo obtokový kanál u Přelouče salámovou metodou.[zdroj⁠?!]